# Municipio de Choctaw (condado de Lincoln)
El municipio de Choctaw (en inglés: Choctaw Township) es un municipio ubicado en el condado de Lincoln en el estado estadounidense de Arkansas. En el año 2010 tenía una población de 679 habitantes y una densidad poblacional de 5,24 personas por km².

## Geografía
El municipio de Choctaw se encuentra ubicado en las coordenadas 34°2′8″N 91°40′20″O / 34.03556, -91.67222. Según la Oficina del Censo de los Estados Unidos, el municipio tiene una superficie total de 129.66 km², de la cual 127,83 km² corresponden a tierra firme y (1,41 %) 1,83 km² es agua.

## Demografía
Según el censo de 2010, había 679 personas residiendo en el municipio de Choctaw. La densidad de población era de 5,24 hab./km². De los 679 habitantes, el municipio de Choctaw estaba compuesto por el 36,52 % blancos, el 57,58 % eran afroamericanos, el 0,15 % eran amerindios, el 3,83 % eran de otras razas y el 1,91 % eran de una mezcla de razas. Del total de la población el 4,27 % eran hispanos o latinos de cualquier raza.